# 楠蒂科克埃克斯 (馬里蘭州)
楠蒂科克埃克斯（英語：Nanticoke Acres）是位於美國馬里蘭州威科米科縣的一個普查規定居民點。

## 人口
根據2020年美國人口普查的數據，楠蒂科克埃克斯的面積為0.68平方千米，當中陸地面積為0.68平方千米，而水域面積為0.00平方千米。當地共有人口120人，而人口密度為每平方千米176.47人。